# Естонија на Летњим олимпијским играма 2012.
Естонија је учествовала на Летњим олимпијским играма 2012. у Лондону и било је то њихово 11. учешће на Летњим олимпијским играма (укупно 19).
Естонску делегацију чинило је 32 спортиста (23 мушкарца и 9 жена) који су се такмичили у 11 спортова. Националну заставу на дефилеу нација на церемонији свечаног отварања игара 27. јула носио је атлетичар Александар Тамерт, док је заставу на церемонији затварања носио рвач Хејки Наби.
Естонски спортисти су на овим играма освојили две медаље. Рвач Хејки Наби освојио је сребро док је бронза припала бацачу диска Герду Кантеру. Близу медаље био је још и веслачки четверац скул који је финалну трку завршио на 4. месту.

## Освајачи медаља
| Мед. | Освајач     | Спорт    | Дисциплина               | Датум     |
| ---- | ----------- | -------- | ------------------------ | --------- |
|      | Хејки Наби  | Рвање    | - до 120 кг грчко-римски | 6. август |
|      | Герд Кантер | Атлетика | Бацање диска             | 7. август |

| Спорт    |   |   |   | Укупно |
| Рвање    | 0 | 1 | 0 | 1      |
| Атлетика | 0 | 0 | 1 | 1      |
| Укупно   | 0 | 1 | 1 | 2      |

## Учесници по спортовима
| Спорт         | Мушкарци | Жене | Укупно |
| ------------- | -------- | ---- | ------ |
| Атлетика      | 7        | 3    | 10     |
| Бадминтон     | 1        | 0    | 1      |
| Бициклизам    | 1        | 1    | 2      |
| Веслање       | 6        | 0    | 6      |
| Једрење       | 3        | 2    | 5      |
| Мачевање      | 1        | 0    | 1      |
| Рвање         | 2        | 0    | 2      |
| Пливање       | 1        | 1    | 2      |
| Стреличарство | 0        | 1    | 1      |
| Стрељаштво    | 0        | 1    | 1      |
| Џудо          | 1        | 0    | 1      |
| 11 спортова   | 23       | 9    | 32     |

## Атлетика
Мушкарци
| Атлетичар         | Дисциплина   | Квалификације | Квалификације | Четвртфинале | Четвртфинале | Полуфинале       | Полуфинале       | Финале           | Финале           |
| Атлетичар         | Дисциплина   | Рез.          | Плас.         | Рез.         | Плас.        | Рез.             | Плас.            | Рез.             | Плас.            |
| ----------------- | ------------ | ------------- | ------------- | ------------ | ------------ | ---------------- | ---------------- | ---------------- | ---------------- |
| Марек Нит         | 100 м        |               |               | 10,40        | 7.           | Није се пласирао | Није се пласирао | Није се пласирао | Није се пласирао |
| Марек Нит         | 200 м        | 20,82         | 6.            |              |              | Није се пласирао | Није се пласирао | Није се пласирао | Није се пласирао |
| Расмус Меги       | 400м препоне | 50,05         | 5.            |              |              | Није се пласирао | Није се пласирао | Није се пласирао | Није се пласирао |
| Мерт Исраел       | Диск         | 60,34         | 25.           |              |              |                  |                  | Није се пласирао | Није се пласирао |
| Герд Кантер       | Диск         | 66,39         | 1. КВ         |              |              |                  |                  | 68,03            |                  |
| Александар Тамерт | Диск         | 60,20         | 27.           |              |              |                  |                  | Није се пласирао | Није се пласирао |
| Ристо Метас       | Копље        | 78,56         | 21.           |              |              |                  |                  | Није се пласирао | Није се пласирао |
| Рајго Томпу       | Кугла        | 18,91         | 30.           |              |              |                  |                  | Није се пласирао | Није се пласирао |

Жене
| Атлетичарка    | Дисциплина | Квалификације | Квалификације | Финале            | Финале            |
| Атлетичарка    | Дисциплина | Рез.          | Плас.         | Рез.              | Плас.             |
| -------------- | ---------- | ------------- | ------------- | ----------------- | ----------------- |
| Евелин Талтс   | Маратон    |               |               | 2:54:15           | 103.              |
| Ана Иљуштшенко | Скок увис  | 1,90          | 15.           | Није се пласирала | Није се пласирала |

Седмобој
| Атлетичарка  | Дисциплине | 100П  | В    | Ку    | 200 м | Д    | К     | 800 м   | Укупно | Пласман |
| ------------ | ---------- | ----- | ---- | ----- | ----- | ---- | ----- | ------- | ------ | ------- |
| Грит Шадејко | Рез.       | 13,50 | 1,74 | 12,43 | 24,25 | 6,11 | 44,12 | 2:23,01 | 6.013  | 23.     |
| Грит Шадејко | Бод.       | 1.050 | 903  | 690   | 957   | 883  | 747   | 783     | 6.013  | 23.     |

## Бадминтон
| Такмичар  | Дисциплина  | Групна фаза                    | Групна фаза                | Групна фаза | Елиминације        | Четвртфинале       | Полуфинале         | Финале             | Финале           |
| Такмичар  | Дисциплина  | Противник Резултат             | Противник Резултат         | Плас.       | Противник Резултат | Противник Резултат | Противник Резултат | Противник Резултат | Плас.            |
| --------- | ----------- | ------------------------------ | -------------------------- | ----------- | ------------------ | ------------------ | ------------------ | ------------------ | ---------------- |
| Раул Муст | Мушки сингл | М. Ланштајнер ПОБ 21:14, 21:18 | С. Сантосо ИЗГ 12:21, 8:21 | 2.          | Није се пласирао   | Није се пласирао   | Није се пласирао   | Није се пласирао   | Није се пласирао |

## Бициклизам
Друм
| Бициклист    | Дисциплина       | Резултат | Пласман |
| ------------ | ---------------- | -------- | ------- |
| Рене Мандри  | Друмска трка (М) | 5:46:37  | 50.     |
| Грете Трејер | Друмска трка (Ж) | 3:35:56  | 17.     |

## Веслање
| Веслач                                              | Дисциплина    | Квалификације | Квалификације | Репесаж  | Репесаж  | Полуфинале        | Полуфинале        | Финале            | Финале |
| Веслач                                              | Дисциплина    | Време         | Место         | Време    | Место    | Време             | Место             | Време             | Место  |
| --------------------------------------------------- | ------------- | ------------- | ------------- | -------- | -------- | ----------------- | ----------------- | ----------------- | ------ |
| Гејр Сурсилд Јури-Мик Удам                          | Дубл скул     | 6:33,88       | 4. Р          | 6:38,50  | 4.       | Нису се пласирали | Нису се пласирали | Нису се пласирали | 13.    |
| Тону Ендрексон Андреј Јемсе Алар Раја Каспар Тајмсо | Четверац скул | 5:42,87       | 6. КВ         | Слободни | Слободни | 6.07,85           | 4. Ф-А            | 5:46,96           | 4.     |

Легенда: Р - репасаж; Ф-А - пласман у А финале 

## Једрење
Мушкарци
| Једриличар       | Дисциплина | Плов | Плов | Плов | Плов    | Плов | Плов | Плов | Плов | Плов     | Плов | Плов | Бод. | Укупно |
| Једриличар       | Дисциплина | 1    | 2    | 3    | 4       | 5    | 6    | 7    | 8    | 9        | 10   | M*   | Бод. | Укупно |
| ---------------- | ---------- | ---- | ---- | ---- | ------- | ---- | ---- | ---- | ---- | -------- | ---- | ---- | ---- | ------ |
| Јоханес Ахун     | Даска      | 27   | 20   | 22   | 32 (ДК) | 31   | 14   | 22   | 28   | 39 (НЗВ) | 35   | НП   | 270  | 30.    |
| Карл-Мартин Рамо | Ласер      | 7    | 18   | 3    | 21      | 8    | 12   | 30   | 31   | 18       | 39   | НП   | 187  | 18.    |
| Денис Карпак     | Фин        | 14   | 9    | 11   | 11      | 11   | 1    | 7    | 13   | 11       | 11   | НП   | 99   | 11.    |

Жене
| Једриличар   | Дисциплина    | Плов | Плов | Плов | Плов | Плов | Плов | Плов | Плов | Плов | Плов | Плов | Бод. | Укупно |
| Једриличар   | Дисциплина    | 1    | 2    | 3    | 4    | 5    | 6    | 7    | 8    | 9    | 10   | M*   | Бод. | Укупно |
| ------------ | ------------- | ---- | ---- | ---- | ---- | ---- | ---- | ---- | ---- | ---- | ---- | ---- | ---- | ------ |
| Ингрид Пуста | Даска         | 15   | 20   | 6    | 15   | 14   | 21   | 15   | 12   | 20   | 17   | НП   | 155  | 15.    |
| Ана Похлак   | Ласер радијал | 27   | 39   | 41   | 37   | 36   | 6    | 36   | 36   | 31   | 36   | НП   | 325  | 35.    |

*Напомене:
- -  НЗВ = Није завршен

## Мачевање
| Мачевалац          | Дисиплина | 1. коло            | 2. коло            | Четвртфинале       | Полуфинале         | Финале             | Финале           |                  |
| Мачевалац          | Дисиплина | Противник Резултат | Противник Резултат | Противник Резултат | Противник Резултат | Противник Резултат | Плас.            |                  |
| ------------------ | --------- | ------------------ | ------------------ | ------------------ | ------------------ | ------------------ | ---------------- | ---------------- |
| Николај Новосјолов | Мач       | Слободан           | Слободан           | С. Келзи ИЗГ 11:15 | Није се пласирао   | Није се пласирао   | Није се пласирао | Није се пласирао |

## Рвање
Легенда:
- Т - победа/пораз тушем
- ТП - победа/пораз на техничке поене
- БТП - победа/пораз без техничких поена

Грчко-римски стил за мушкарце
| Рвач        | Категорија  | Квалификације         | 1. коло                  | Четвртфинале         | Полуфинале          | Репасаж 1          | Репасаж 2          | Финале               | Финале |
| Рвач        | Категорија  | Противник Резултат    | Противник Резултат       | Противник Резултат   | Противник Резултат  | Противник Резултат | Противник Резултат | Противник Резултат   | Плас.  |
| ----------- | ----------- | --------------------- | ------------------------ | -------------------- | ------------------- | ------------------ | ------------------ | -------------------- | ------ |
| Ардо Арусар | - до 96 кг  | Е. Карабаљо ПОБ 5:0 Т | Ц. Џејниченка ИЗГ 1:3 ТП | Није се пласирао     | Није се пласирао    | Није се пласирао   | Није се пласирао   | Није се пласирао     | 8.     |
| Хејки Наби  | - до 120 кг | Слободан              | Ј. Џугашвили ПОБ 3:1 ТП  | Л. Банак ПОБ 3:0 БТП | Ј. Еврен ПОБ 3:1 ТП |                    |                    | М. Лопез ИЗГ 0:3 БТП |        |

## Пливање
Мушкарци
| Пливач          | Дисциплина     | Квалификације | Квалификације | Полуфинале       | Полуфинале       | Финале           | Финале           |
| Пливач          | Дисциплина     | Рез.          | Плас.         | Рез.             | Плас.            | Рез.             | Плас.            |
| --------------- | -------------- | ------------- | ------------- | ---------------- | ---------------- | ---------------- | ---------------- |
| Мартин Ливамеги | 100 м прсно    | 1:01,57       | 29.           | Није се пласирао | Није се пласирао | Није се пласирао | Није се пласирао |
| Мартин Ливамеги | 200 м мешовито | 2:01,09       | 25.           | Није се пласирао | Није се пласирао | Није се пласирао | Није се пласирао |

Жене
| Пливач      | Дисциплина    | Квалификације | Квалификације | Полуфинале        | Полуфинале        | Финале            | Финале            |
| Пливач      | Дисциплина    | Рез.          | Плас.         | Рез.              | Плас.             | Рез.              | Плас.             |
| ----------- | ------------- | ------------- | ------------- | ----------------- | ----------------- | ----------------- | ----------------- |
| Трин Алјанд | 50 м слободно | 25,33         | 19.           | Није се пласирала | Није се пласирала | Није се пласирала | Није се пласирала |
| Трин Алјанд | 100 м делфин  | 1:00,43       | 35.           | Није се пласирала | Није се пласирала | Није се пласирала | Није се пласирала |

## Стреличарство
Жене
| Стреличар   | Дисциплина  | Селекциона рунда | Селекциона рунда | 1. коло                   | 2. коло            | 3. коло            | Четвртфинале       | Полуфинале         | Финале             | Финале            |
| Стреличар   | Дисциплина  | Резултат         | Позиција         | Противник Резултат        | Противник Резултат | Противник Резултат | Противник Резултат | Противник Резултат | Противник Резултат | Пласман           |
| ----------- | ----------- | ---------------- | ---------------- | ------------------------- | ------------------ | ------------------ | ------------------ | ------------------ | ------------------ | ----------------- |
| Рена Пернат | Појединачно | 621              | 52.              | А. Валенсија (13) ИЗГ 1:7 | Није се пласирала  | Није се пласирала  | Није се пласирала  | Није се пласирала  | Није се пласирала  | Није се пласирала |

## Стрељаштво
Жене
| Стрелац         | Дисциплина           | Квалификације | Квалификације | Финале            | Финале            |
| Стрелац         | Дисциплина           | Пог.          | Плас.         | пог.              | Плас.             |
| --------------- | -------------------- | ------------- | ------------- | ----------------- | ----------------- |
| Анжела Воронова | МК пушка 50м тростав | 576           | 31.           | Није се пласирала | Није се пласирала |
| Анжела Воронова | Ваз. пушка 10 м      | 395           | 42.           | Није се пласирала | Није се пласирала |

## Џудо
Мушкарци
| Џудока       | категорија     | 1. коло                  | 2. коло            | Четвртфинале       | Полуфинале         | Репасаж 1          | Репасаж 2          | Финале             | Финале           |
| Џудока       | категорија     | Противник Резултат       | Противник Резултат | Противник Резултат | Противник Резултат | Противник Резултат | Противник Резултат | Противник Резултат | Плас.            |
| ------------ | -------------- | ------------------------ | ------------------ | ------------------ | ------------------ | ------------------ | ------------------ | ------------------ | ---------------- |
| Мартин Падар | – преко 100 кг | О. Брајсон ИЗГ 0001–0100 | Није се пласирао   | Није се пласирао   | Није се пласирао   | Није се пласирао   | Није се пласирао   | Није се пласирао   | Није се пласирао |